# 652

## Починали
- Абу Суфян ибн Харб, арабски политик